# Pesi massimi leggeri
I pesi massimi leggeri chiamati anche cruiser, sono una categoria di peso del pugilato collocata tra i pesi mediomassimi e i pesi massimi. Nei dilettanti l'analoga categoria ha il nome di pesi massimi.
Il limite di peso attuale per la categoria è di 200 libbre (90,7 kg) a cui si è passati dalle 190 libbre (86,2 kg) dell'inizio. 
La categoria è stata creata a seguito dell'aumentare di pugili che superavano di molto il limite di peso dei vecchi pesi massimi non consentendo più ai pugili più piccoli di essere competitivi.
LA WBC è stata la prima federazione di boxe a riconoscere la divisione ed il primo incontro si è svolto tra Marvin Camel e Mate Parlov l'8 dicembre del 1979, finendo in pareggio. Nella rivincita disputata a marzo del 1980, si è imposto Camel diventando il primo campione dei massimi leggeri.  Evander Holyfield è stato uno dei più grandi campioni della categoria riuscendo ad unificare i titoli WBA, WBC e IBF per poi trasferirsi nei pesi massimi nel 1988.
Altri notevoli campioni sono stati Bobby Czyz, Tomasz Adamek, Virgil Hill, Alfred Cole, Orlin Norris, James Toney e David Haye.
Nei dilettanti a partire dalle Olimpiadi di Los Angeles del 1984 è stata creata una categoria analoga per i pugili fino a 91 kg (200,2 libbre), a cui però è rimasto il nome di pesi massimi rinominando la superiore in pesi super massimi.

## Campioni professionisti

### Uomini
Dati aggiornati al 12 aprile 2023. Fonte: BoxRec.
| Federazione | Dal              | Campione | Record | Difese | Prossima sfida                                                                                              | Avversario (record)                                                                                         | |
| ----------- | ---------------- | --- | --- | --- | --- | --- | --- |
| WBA         | 1 settembre 2019 | Arsen Goulamirian (Super)                                                                                   | 27-0-0 (18 KO)                                                                                              | 3 | 30 marzo 2024                                                                                               | Gilberto Ramírez (45-1-0; 30 KO)                                                                            | |
| WBC         | 4 novembre 2023  | Norair Mikaelian                                                                                            | 27-2-0 (12 KO)                                                                                              | 0 | | | |
| WBO         | 27 maggio 2023   | Chris Billam-Smith                                                                                          | 19-1-0 (13 KO)                                                                                              | 1 | | | |
| WBO         | IBF              | VACANTE - Prossimo incontro (18 maggio 2024): Jai Opetaia (24-0-0; 19 KO) vs Mairis Briedis (28-2-0; 20 KO) | VACANTE - Prossimo incontro (18 maggio 2024): Jai Opetaia (24-0-0; 19 KO) vs Mairis Briedis (28-2-0; 20 KO) | VACANTE - Prossimo incontro (18 maggio 2024): Jai Opetaia (24-0-0; 19 KO) vs Mairis Briedis (28-2-0; 20 KO) | VACANTE - Prossimo incontro (18 maggio 2024): Jai Opetaia (24-0-0; 19 KO) vs Mairis Briedis (28-2-0; 20 KO) | VACANTE - Prossimo incontro (18 maggio 2024): Jai Opetaia (24-0-0; 19 KO) vs Mairis Briedis (28-2-0; 20 KO) | VACANTE - Prossimo incontro (18 maggio 2024): Jai Opetaia (24-0-0; 19 KO) vs Mairis Briedis (28-2-0; 20 KO) |

## Campioni olimpici dei pesi massimi
- 1904 –  Sam Berger
- 1908 –  Albert Oldman
- 1920 –  Ronal Rawson
- 1924 –  Otto von Porat
- 1928 –  Arturo Rodríguez
- 1932 –  Santiago Lovell
- 1936 –  Herbert Runge
- 1948 –  Rafael Iglesias
- 1952 –  Ed Sanders
- 1956 –  Pete Rademacher
- 1960 –  Francesco De Piccoli
- 1964 –  Joe Frazier
- 1968 –  George Foreman

- 1972 –  Teófilo Stevenson
- 1976 –  Teófilo Stevenson
- 1980 –  Teófilo Stevenson
- 1984 –  Henry Tillman
- 1988 –  Ray Mercer
- 1992 –  Félix Savón
- 1996 –  Félix Savón
- 2000 –  Félix Savón
- 2004 –  Odlanier Solis Fonte
- 2008 –  Rachim Čakchiev
- 2012 –  Oleksandr Usyk
- 2016 –  Evgenij Tiščenko